# 9M730 Boerevestnik

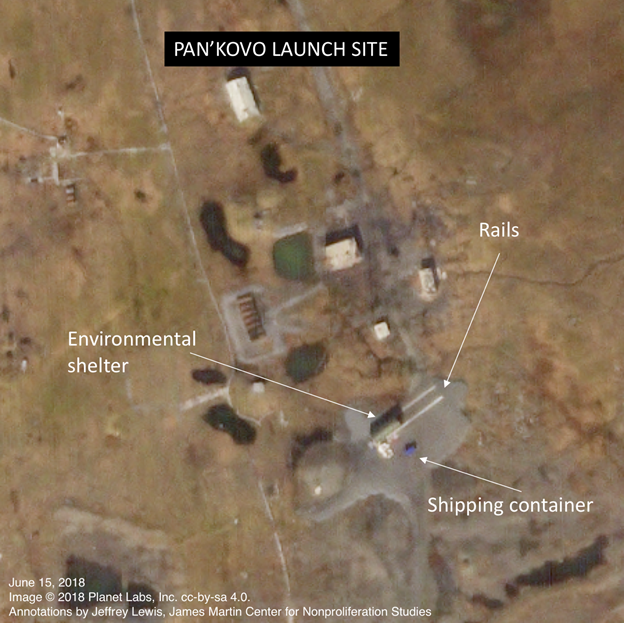
Lanceerbasis Pankovo op Nova Zembla waar een test met het wapen zou zijn gedaan

De 9M730 Boerevestnik (Russisch: Буревестник, "Stormvogel") is een experimenteel Russisch nucleair-aangedreven kruisvluchtwapen dat kernwapens moet kunnen dragen.
Dankzij de nucleaire aandrijving zou dit toestel zeer lang in de lucht moeten kunnen blijven waardoor het overal ter wereld zou kunnen toeslaan en daarbij luchtverdedigingssystemen zou kunnen ontwijken.
De Russische president Vladimir Poetin noemde het wapen op 1 maart 2018 voor de Federatieve Vergadering van Rusland als een van de zes wapens in antwoord op de terugtrekking in 2002 van de Verenigde Staten uit het ABM-verdrag.
Vermoed wordt dat een explosie nabij Archangelsk op 8 augustus 2019, waarbij meerdere doden vielen en een aanzienlijke hoeveelheid straling vrijkwam,
 veroorzaakt werd door een test met een Boerevestnik.
De raket is 12 m lang bij lancering en 9 m na afwerpen van de eerste trap. De neus is ellipsvormig 1 m x 1,5 m.
De aandrijving gebeurt met een ramjet.
Op 26 juli 2024 toonden satellietfoto's van Planet Labs een lanceerinstallatie voor negen Boerevestniks bij 
Vologda.